# Alessandro Calvi
Pour les articles homonymes, voir Calvi (homonymie).
Alessandro Calvi, né à Voghera, dans la province de Pavie, le 1er février 1983, est un nageur italien, spécialiste du 100 mètres nage libre.
Membre quasi permanent du relais italien du 4 × 100 mètres nage libre depuis 2004, Alessandro Calvi n'a, individuellement, jamais obtenu de médaille. Ses meilleurs résultats sont une place de 6e du 100 m nage libre aux championnats d'Europe 2004 et 2005 en petit bassin et championnats du monde 2006 en petit bassin, à, respectivement, 36/100, 40/100 et 19/100 du podium.

## Biographie
Alessandro Calvi intègre pour la première fois le relais 4 × 100 m nage libre lors des Championnats d'Europe 2004 où, comme troisième relayeur, il contribue à la qualification du quatuor italien qui décroche le titre en finale, à laquelle, cependant, il ne participe pas. Trois mois plus tard, le même scénario se reproduit aux Jeux olympiques à Athènes avec néanmoins une variante, car le relais termine au pied du podium, derrière les Sud-Africains, les Néerlandais et les Américains. 
Composé, en autres, des deux champions Filippo Magnini, spécialiste du 100 m nage libre, Massimiliano Rosolino, spécialiste lui des 200 m nage libre, 400 m nage libre et 200 m 4 nages, dont les performances sont un stimulant pour leurs partenaires, le relais italien est en constante progression et se distingue. En 2006, Alessandro Calvi obtient ainsi ses premières médailles, elles sont d’or, lors des Mondiaux en petit bassin et des Championnats d’Europe. L’année suivante, aux Championnats du monde, le relais italien, avec le meilleur temps des séries qualificatives, est considéré comme l'un des prétendants à la victoire. Parti en 5e position, derrière les États-Unis, l'Australie, la France et l'Afrique du Sud, Filippo Magnini effectue un éblouissant dernier relais, nage les 100 mètres dans le temps de 47 s 18 et termine finalement à la deuxième place, devançant Alain Bernard de 64/100. À la clé, l'équipe italienne établit un nouveau record d'Europe de la discipline.
Aux Championnats d'Europe 2008, ce même relais est vice-champion derrière les Suédois dans un temps inférieur de près de 2 secondes à leur meilleur chrono.

## Ses sélections
- Jeux olympiques : Athènes 2004
- Championnats du monde : Montréal 2005 - Melbourne 2007
- Championnats du monde en petit bassin : Shanghai 2006
- Championnats d'Europe de natation : Madrid 2004 - Budapest 2006 - Eindhoven 2008
- Championnats d'Europe de natation en petit bassin : Dublin 2004 - Trieste 2005

## Palmarès (podiums)

### Championnats du monde
- Championnats du monde 2007 à Melbourne () :
  -  Médaille d'argent de l'épreuve de relais 4 × 100 m nage libre (3 min 14 s 04)[1] (Massimiliano Rosolino~Alessandro Calvi~Christian Galenda~Filippo Magnini)
- Championnats du monde 2006 en petit bassin à Shanghai () :
  -  Médaille d'or de l'épreuve de relais 4 × 100 m nage libre (3 min 10 s 74) (Alessandro Calvi~Klaus Lanzarini~Christian Galenda~Filippo Magnini)

### Championnats d'Europe
- Championnats d'Europe 2006 à Budapest () :
  -  Médaille d'or de l'épreuve de relais 4 × 100 m nage libre (3 min 15 s 23) (Alessandro Calvi~Christian Galenda~Lorenzo Vismara~Filippo Magnini)
- Championnats d'Europe 2008 à Eindhoven () :
  -  Médaille d'argent de l'épreuve de relais 4 × 100 m nage libre (3 min 15 s 77) (Massimiliano Rosolino~Alessandro Calvi~Christian Galenda~Filippo Magnini)

## Records
- Record d'Europe du relais 4 × 100 m nage libre, avec un temps de 3 min 14 s 04 réalisé à Melbourne, le 25 mars 2007, lors de la finale des Championnats du monde.

## Records personnels
| Épreuve          | Temps         | Date         | Lieu            | Record           |
| ---------------- | ------------- | ------------ | --------------- | ---------------- |
| 50 m nage libre  | 22 s 65       | 25 mars 2006 | Riccione Italie | Record personnel |
| 100 m nage libre | 49 s 30       | 25 mars 2006 | Riccione Italie | Record personnel |
| 200 m nage libre | 1 min 50 s 84 | 6 avril 2005 | Riccione Italie | Record personnel |

| Épreuve          | Temps         | Date             | Lieu           | Record           |
| ---------------- | ------------- | ---------------- | -------------- | ---------------- |
| 50 m nage libre  | 21 s 93       | 11 décembre 2005 | Trieste Italie | Record personnel |
| 100 m nage libre | 47 s 91       | 9 décembre 2005  | Trieste Italie | Record personnel |
| 200 m nage libre | 1 min 47 s 83 | 18 décembre 2003 | Camogli Italie | Record personnel |